# George Townshend (2e marquis Townshend)
George Townshend, 2e marquis Townshend (18 avril 1753 - 27 juillet 1811) est un homme politique et pair britannique.

## Biographie

### Vie privée
Il est le fils aîné de George Townshend, 1er marquis Townshend et de sa première épouse Charlotte Compton (en), 16e baronne Ferrers de Chartley et 7e baronne Compton. 
Il est le frère aîné de John Townshend et de Charles Townshend ainsi que le neveu de Charles Townshend. Il succède à sa mère à sa mort en 1774 et est alors connu sous le nom de Lord Ferrers de Chartley. 
Il fait ses études au Collège d'Eton et au St John's College, à Cambridge, et servit pendant quelques années dans l'armée.
Il est titré baron Lynn entre 1764 et 1770, baron Ferrers de Chartley entre 1770 et 1784 puis comte de Leicester entre 1784 et 1807.

### Vie publique
Il est convoqué au Parlement en 1774. En mars 1782, il est nommé capitaine de l'honorable Band of Gentlemen Pensioners, poste qu'il occupe jusqu'en mai 1783 et de nouveau de décembre 1783 à 1797. Il est admis au Conseil privé en avril 1782 et est également membre du Comité du commerce de 1784 à 1786. En 1784, il est créé pair à part entière avec le titre de comte de Leicester. Son choix de titre découle du fait qu'il est un arrière-arrière-arrière-arrière-petit-fils féminin de Lucy Sydney, fille de Robert Sidney (2e comte de Leicester) (titre disparu depuis 1743). 
Il occupe plus tard un poste sous les ordres de William Pitt le Jeune et Henry Addington en tant que Maître de la Monnaie de 1790 à 1794, de Maître des postes conjoint de 1794 à 1799 etde Lord-intendant de 1799 à 1802. En 1807, il succède à son père comme marquis Townshend.
Outre sa carrière politique, il s'intéresse à l'archéologie et est président de la Society of Antiquaries of London. Il est également membre de la Royal Society et administrateur du British Museum.

## Famille

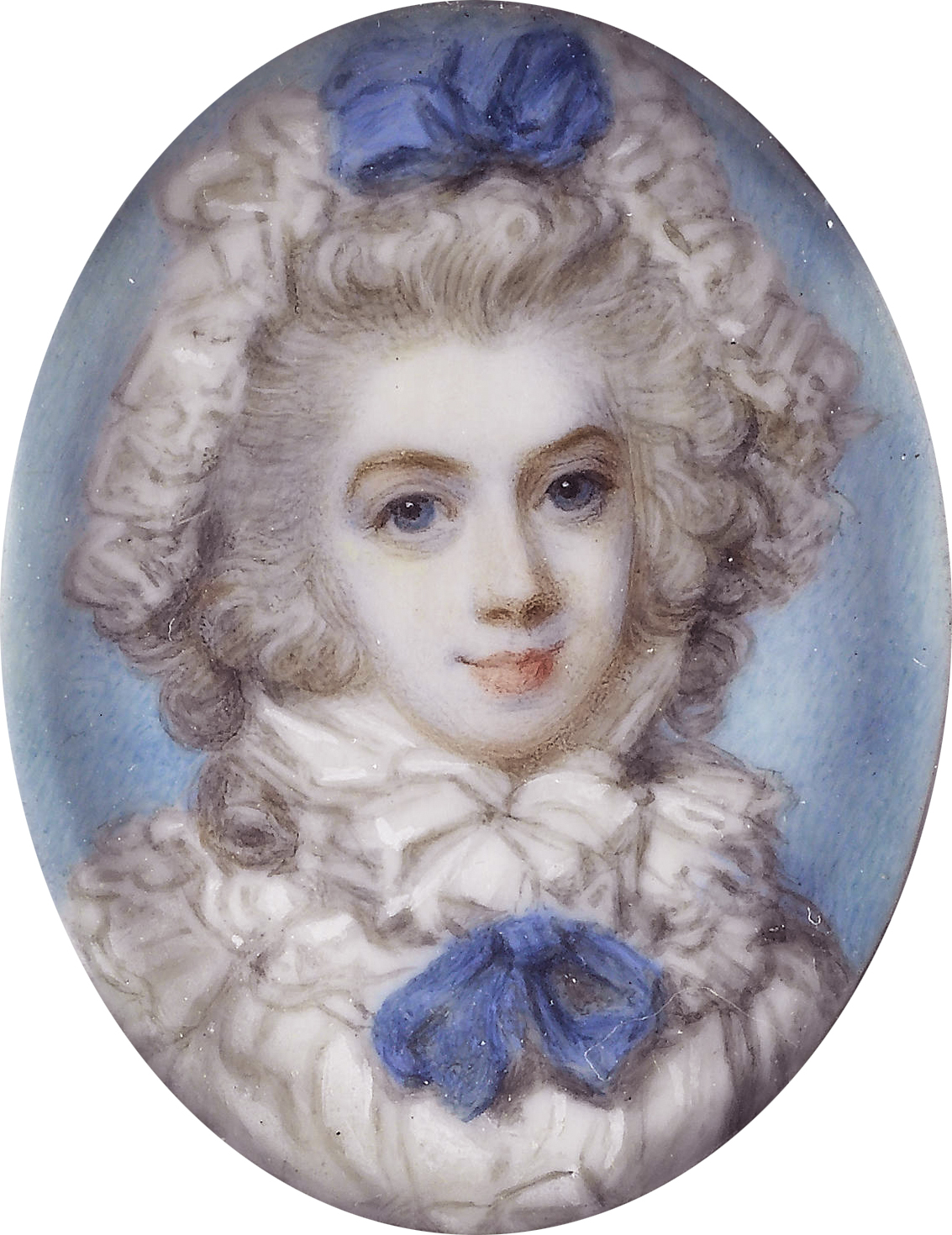
Charlotte, baronne de Ferrers puis comtesse de Leicester (Richard Cosway).

Il épouse, le 24 décembre 1777, Charlotte Mainwaring-Ellerker (1755-1802), fille d'Eaton Mainwaring-Ellerker et de Barbara Dixon. Ils ont cinq enfants.
- George Townshend, 3e marquis Townshend (13 décembre 1778 - 31 décembre 1855)[1] épouse Sarah Dunn-Gardner (1786 - 11 septembre 1858), sans descendance ;
- Charlotte Barbara Townshend (26 juin 1781 - 3 octobre 1807) épouse Cecil Bisshopp (25 juin 1783 - 16 juillet 1813), sans descendance ;
- Harriet Anne Townshend (23 mai 1782 - 1er juin 1845) épouse Edward Ferrers (31 janvier 1790 - 10 août 1830), dont descendance ;
- Elizabeth Margaret Townsend (16 août 1784 - 18 décembre 1868) épouse Joseph Moore Boultbee (1789 - 24 mai 1860), dont descendance ;
- Charles Vere Ferrers Townshend (16 septembre 1785 - 5 novembre 1853) épouse Charlotte Loftus (6 juillet 1792 - 21 mars 1866), sans descendance.